# W (Double U)
W（Double U）是Hello! Project（早安家族）旗下的女子雙人組合。因加護亞依被傳出醜聞的關係於2006年2月停止活動。2007年3月時公司與加護亞依解除經紀約，事實上解散。同年4月時官方網站也刪除了此團體。時隔十多年後，因加護亞依與早安家族以及UFG成功破冰，W得以於2019年3月30日的演唱會上再次重組。

## 成員
- 辻希美（團長）
- 加護亞依（副團長）

## 簡歷
- 2004年5月，當時還是早安少女組團員的辻希美與加護亞依組成這個團體。
- 團名的由來從「不是雙胞胎卻很像雙胞胎」發想，自「W」的語源「Double　U」擷取了「YOU＆YOU、也就是『你與你』」。
- 出道單曲翻唱The Peanuts（ザ・ピーナッツ）的「戀愛假期」。6月發行了收錄13組日本女子雙人組合，共15曲的首張翻唱專輯。
- 2004年12月31日與早安少女組共同組成特別團體登上NHK红白歌合战（第55回紅白（日语：第55回NHK紅白歌合戦））。
- 2006年2月9日成員加護亞依因未成年抽煙遭八卦雜誌披露，組合暫停演藝活動。
- 2007年3月26日加護亞依再次被揭發抽煙，被所屬事務所解除契約，辻希美轉為個人活動。
- 2019年3月30日，加護亞依與辻希美兩人以嘉賓身份出演「Hello!Project　ひなフェス2019」演唱會，W時隔十三年後再度合體。同日以網絡下載的形式發行迷你專輯。
- 2019年6月26日，兩人以W組合的名義出演「東京電視台音樂祭2019」節目，是組合時隔十三年後再次登上電視節目。

## 音樂
2004年至2006年期間由zetima唱片公司發行（2004－2005年間台灣及東南亞地區由環球音樂發行，2006年起代理中止），2019年起改由UP-FRONT WORKS發行。

### 單曲
1. 戀愛假期（恋のバカンス）（EPCE-5288 2004年5月19日）
2. 啊 好棒呀!（あぁ いいな!）（EPCE-5308 2004年8月18日 哆啦A夢片尾曲）
3. 機器人之吻（ロボキッス）（EPCE-5312 2004年10月14日）
4. 戀愛的賦格曲（恋のフーガ）（EPCE-5350 2005年2月9日）
5. 告訴我愛的意義！（愛の意味を教えて！）（EPCE-5368 2005年5月18日）
6. 愛情偵探小姐（Missラブ探偵）（EPCE-5373 2005年9月7日）
7. 怎樣也停不下來（どうにもとまらない）（EPCE-5384 2006年3月8日）發售中止

### 專輯
1. Duo U&U 合二為一（EPCE-5289 2004年6月2日）
2. 2nd W 二次勝利（EPCE-5355 2005年3月2日）
3. W3:faithful（EPCE-5392 2006年3月15日）發售中止

### 迷你專輯
1. 有點壞的小惡魔（ちょい悪デビル）（UFDL-1425 2019年3月30日）僅提供網絡下載，以被中止發售的第7張單曲中兩首歌曲的基礎上，加上同樣被中止發售的第3張專輯的其中三首歌曲，共計五首歌曲得以發行。

### DVD（音樂錄影帶）
1. Single V・戀愛假期（EPBE-5130 2004年6月23日）
2. Single V・機器人KISS（EPBE-5163 2004年11月17日）
3. W的映像世界Vol.1（EPBE-5146 2004年10月14日）
4. Single V・戀愛的賦格曲（EPBE-5167 2005年2月23日）
5. Single V・告訴我愛的意義！（EPBE-5173 2005年6月1日）
6. Single V・愛情偵探小姐（EPBE-5180 2005年9月14日）
7. Single V・怎樣也停不下來（EPBE-5193 2006年3月24日）發售中止

### DVD（演唱會）
1. 2004夏 First Concert Tour～W StandBy!Double U&Berryz工房!（EPBE-5151 2004年11月17日）
2. 2005 SUMMER W&Berryz工房 CONCERT TOUR「HIGH SCORE!」（EPBE-5183 2005年11月9日）
3. Hello☆Pro Party~！2005～松浦亜弥隊長公演～（出演者：松浦亜弥／W／メロン記念日）（EPBE-5187 2005年12月7日）

## 關連項目
- 早安少女組
- Hello! Project

## 外部連結
- Hello! Project官方網站 （页面存档备份，存于）
- W所屬唱片公司UP-FRONT WORKS網站 （页面存档备份，存于）